# Michael J. Fox
Michael Andrew Fox OC, javno znan pod imenom Michael J. Fox, kanadski igralec, filmski producent in pisec, * 9. junij 1961, Edmonton, Alberta, Kanada.
Zaslovel je v 1980. letih z eno glavnih vlog v komični seriji Družinske vezi (Family Ties, 1982–1989) in vlogo Martyja McFlyja v filmu Nazaj v prihodnost (1985) z nadaljevanjema. Med leti 1996 in 2000 je imel glavno vlogo v komični seriji Vsi županovi možje (Spin City).
Leta 1991, pri starosti komaj 29 let, mu je bila diagnosticirana Parkinsonova bolezen. O tem je prvič javno spregovoril leta 1998, dve leti kasneje pa se je zaradi napredovanja bolezni delno upokojil. Od takrat v glavnem posoja glas likom animiranih filmov, kot sta Mišek Stuart Little in Atlantida - izgubljeno cesarstvo, le občasno se pojavi v manjših filmskih ali televizijskih vlogah.
Je večkratni prejemnik zlatega globusa in nagrade emmy za najboljšega igralca v komični ali glasbeni seriji, ki si jih je prislužil za igro v serijah Družinske vezi in Vsi županovi možje. Leta 2000 je ustanovil Sklad Michaela J. Foxa (Michael J. Fox Foundation), ki zbira sredstva za razvoj zdravila za Parkinsonovo bolezen. Za njegovo vlogo pri ozaveščanju o tej bolezni in financiranju raziskav mu je Karolinski inštitut iz Švedske podelil častni doktorat. V domovini je bil leta 2010 imenovan za častnika reda Kanade, kot priznanje za njegove zasluge v filmu.